# گروه دونر

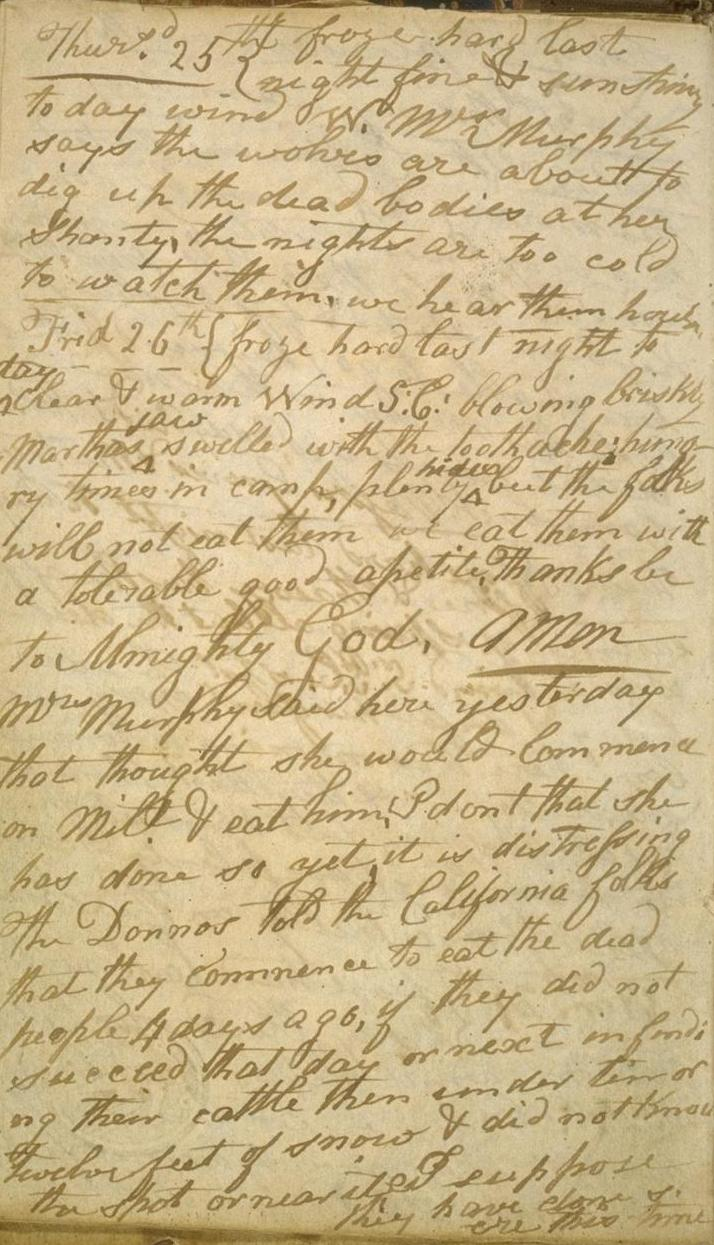
صفحهٔ ۲۸ از خاطرات پاتریک برین مشاهدات وی را در اواخر فوریه ۱۸۴۷ ثبت کرده‌است از جمله اینکه؛ تقریر نموده که خانم مورفی دیروز گفت که در اندیشهٔ این بوده که برای خوردن غذا و رفع گرسنگی، بر روی میلت (نام شخص) برنامه‌ریزی نماید. او در ادامه می‌نویسد؛ من نمی‌دانم که او این کار را کرد یا خیر. منزجر کننده است

گروه دونر (انگلیسی: Donner Party) یا گاهی شناخته‌شده تحت عنوان حزب دونر، گروهی از مکتشفین و پیشگامان آمریکایی بودند که به وسیلهٔ کاروان درشکه به سمت کالیفرنیا مهاجرت نمودند. عطف به اشتباهاتی که این گروه در پیمودن مسیر اصلی داشتند، زمستان‌های سال ۱۸۴۶ تا ۱۸۴۷ میلادی را به ناچار، در برف و کولاک منطقهٔ سیرا نوادا گذراندند. برخی از این پیشگامان برای زنده ماندن، به آدمخواری متوسل گشتند و معمولاً اجساد کسانی را که در اثر گرسنگی یا بیماری جان می‌باختند به مصرف طعام می‌رساندند. هنگامی که گروه اردوگاهی را در نزدیکی دریاچه تروکی بر پا نمود، دریاچه، هنوز یخ نبسته بود اما افراد، آشنایی چندانی با شیوهٔ صید قزل‌آلا در دریاچه نداشتند.
منابع غذایی گروه دونر به طرز خطرناکی اندک بود و در اواسط ماه دسامبر، برخی از افراد برای یافتن کمک با پای پیاده از گروه جدا شدند. امدادگرانی از کالیفرنیا تلاش نمودند تا به یاری مهاجران بشتابند. هر چند، اولین گروه امدادی تا اواسط فوریه ۱۸۴۷، یعنی تقریباً ۴ ماه پس از گرفتار شدن گروه دونر، نتوانست خودش را به آنجا برساند. از تعداد ۸۷ نفر، تنها ۴۸ نفر توانستند از این مصیبت نجات یابند. مورخان، این حادثه را غیرعادی‌ترین تراژدی فاجعه‌بار به وقوع‌پیوسته در راستای مهاجرت به سمت غرب و کالیفرنیا توصیف کرده‌اند. اخبار مربوط به حادثهٔ دهشتناک گروه دونر، توسط ساموئل برانان که یکی از اولیای کلیسای عیسی مسیح قدیسان آخرالزمان و روزنامه‌نگار بود به سمت شرق نیز رسید. این در حالی است که نخستین گزارش‌های این حادثه، در تاریخ ژوئیه سال ۱۸۴۷ به نیویورک رسید. گزارش‌های این حادثه تحت تأثیر شور و شوق ملی به وجود آمده برای مهاجرت به سمت غرب بود. اخبار مرتبط با فاجعهٔ گروه دونر، برخلاف تمایل امروزی برای حساسیت نسبت به چنین وقایعی، در پاراگراف‌های خرد و ناچیز روزنامه‌های آن زمان دفن شد و این در حالی است که، چندین روزنامه از جمله جراید کالیفرنیا، دربارهٔ اتفاقات آدمخواری گروه، دست به اغراق و مبالغه زدند.

## نگارخانه

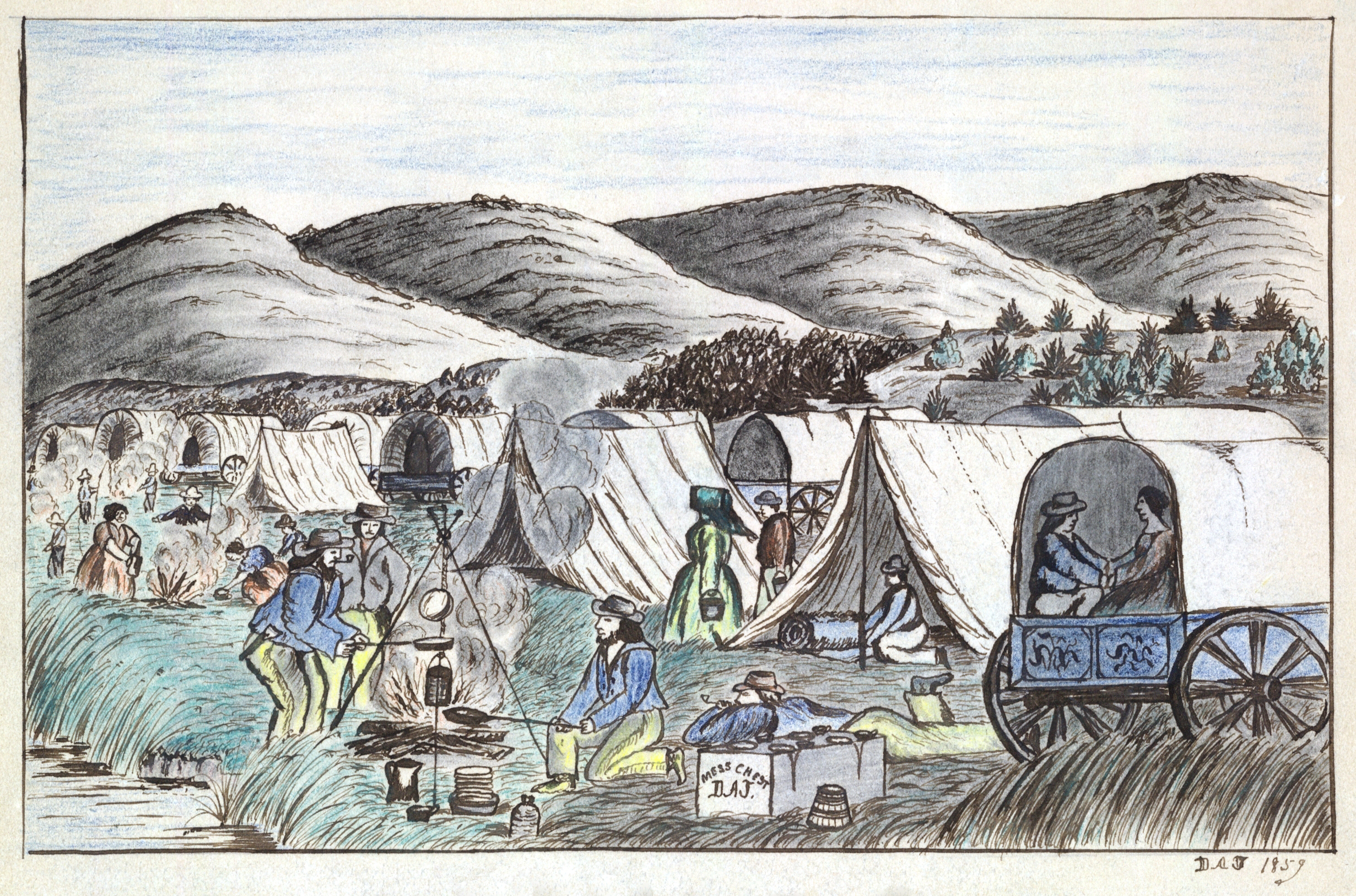
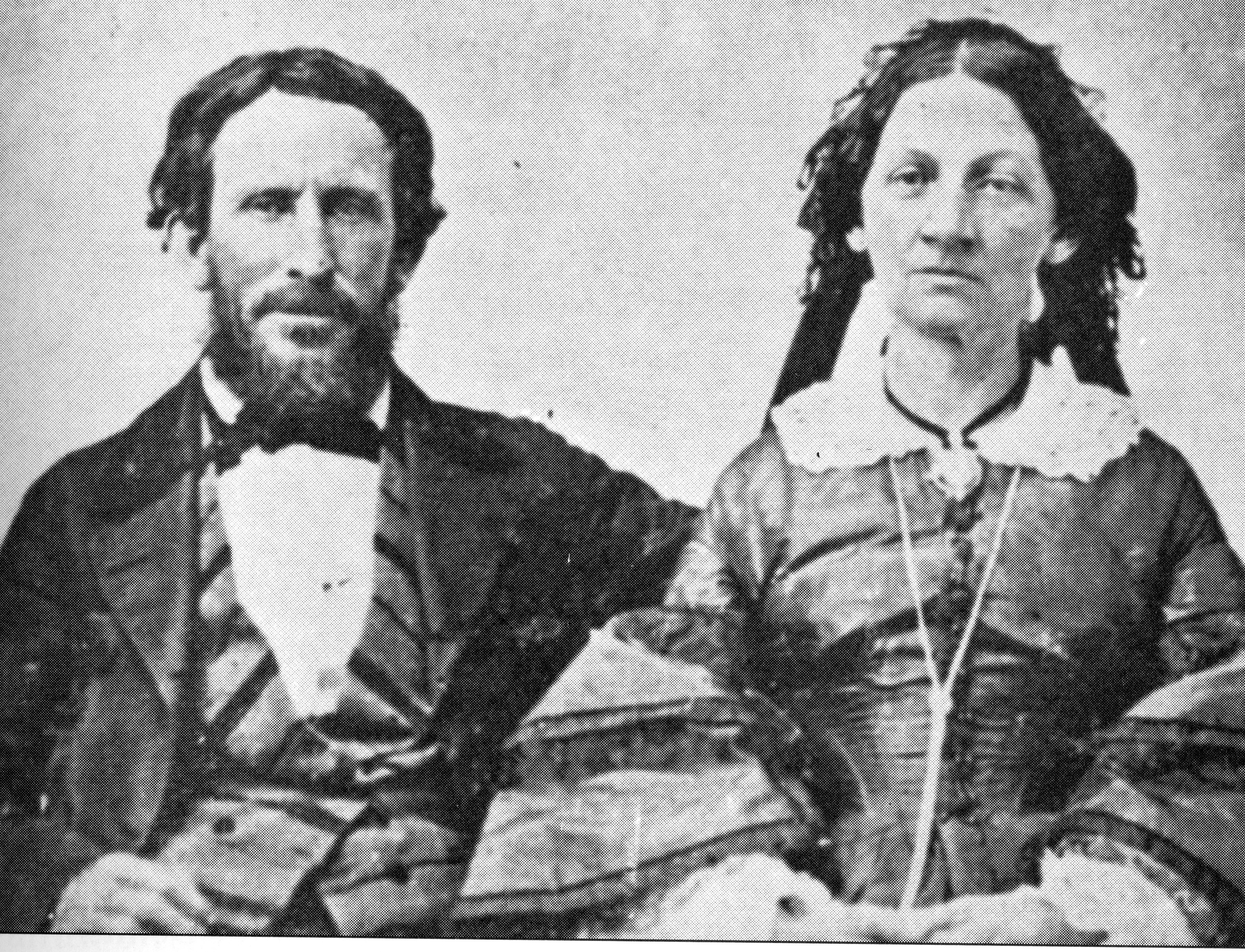
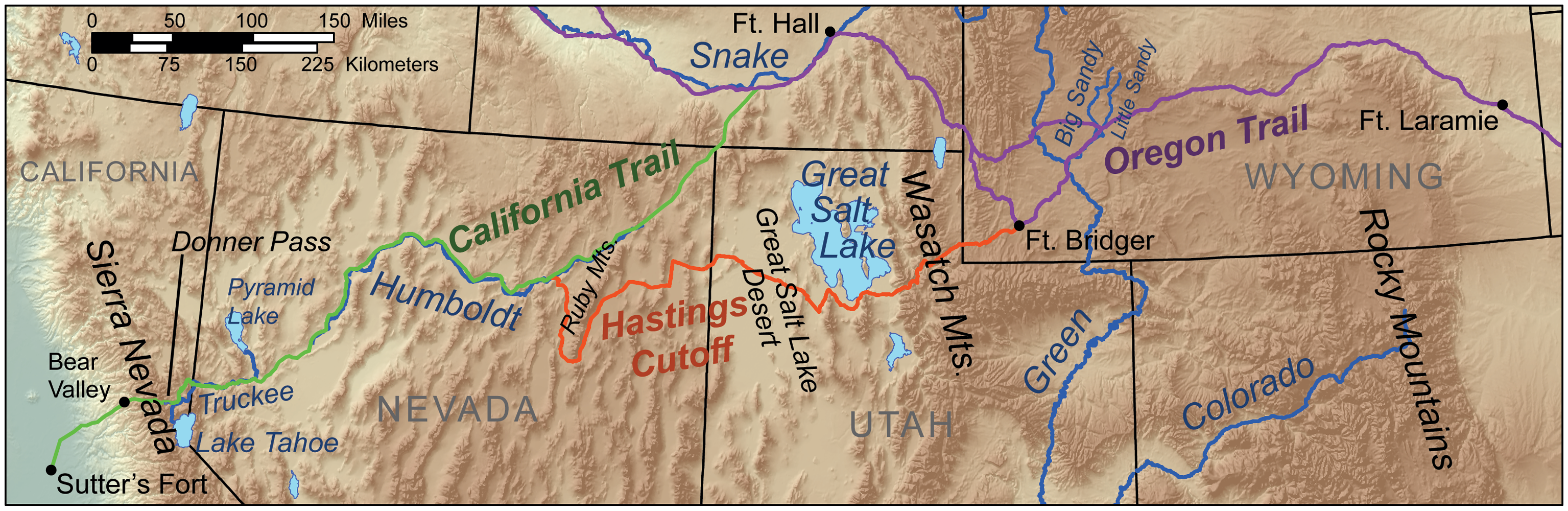
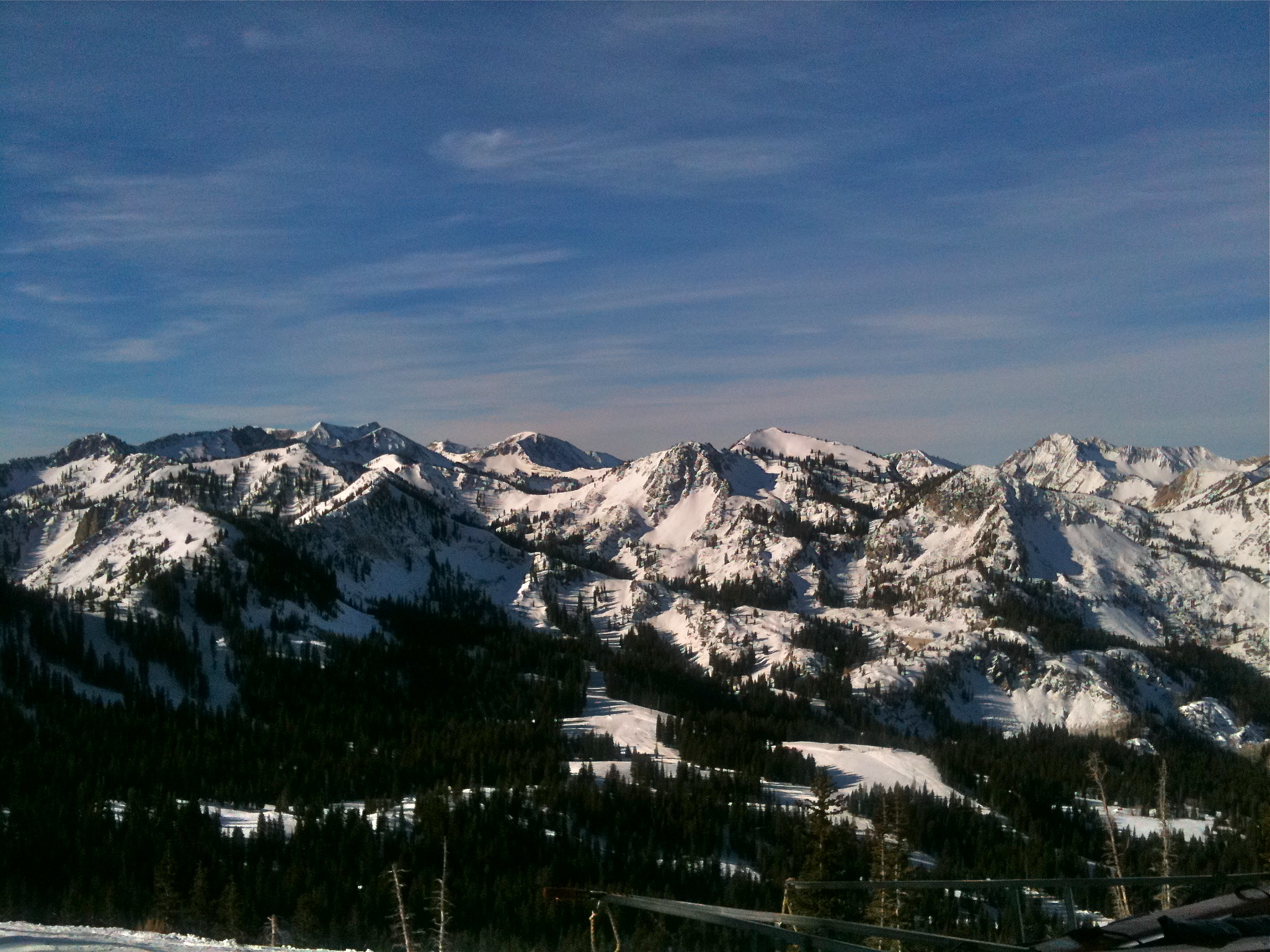
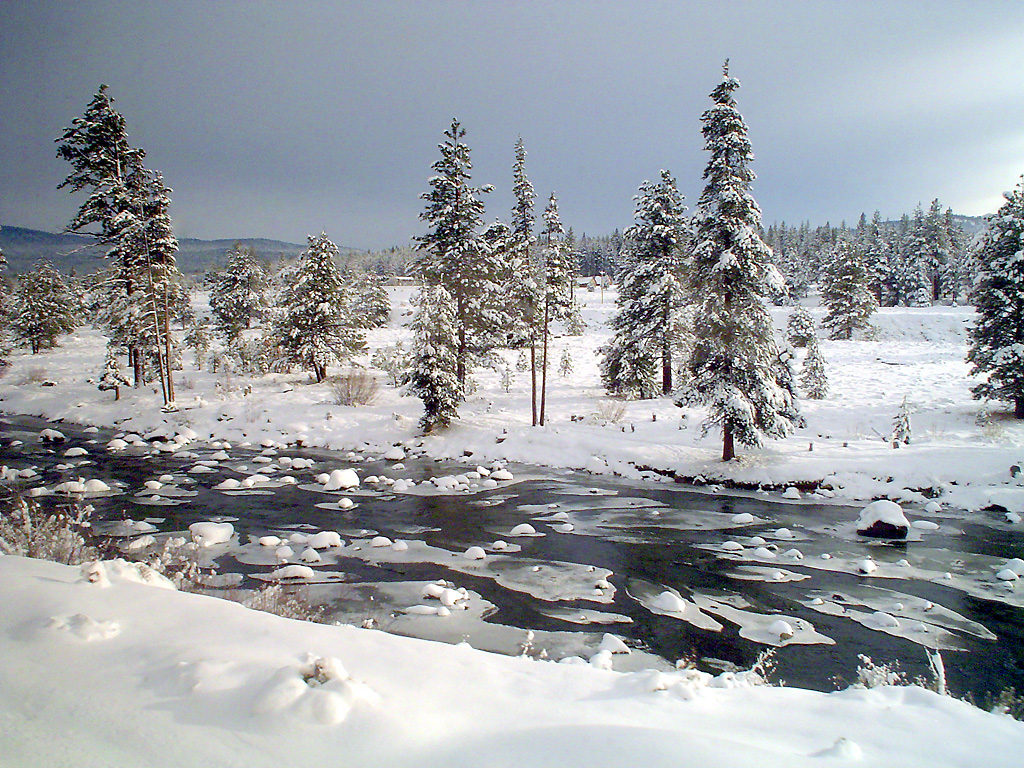
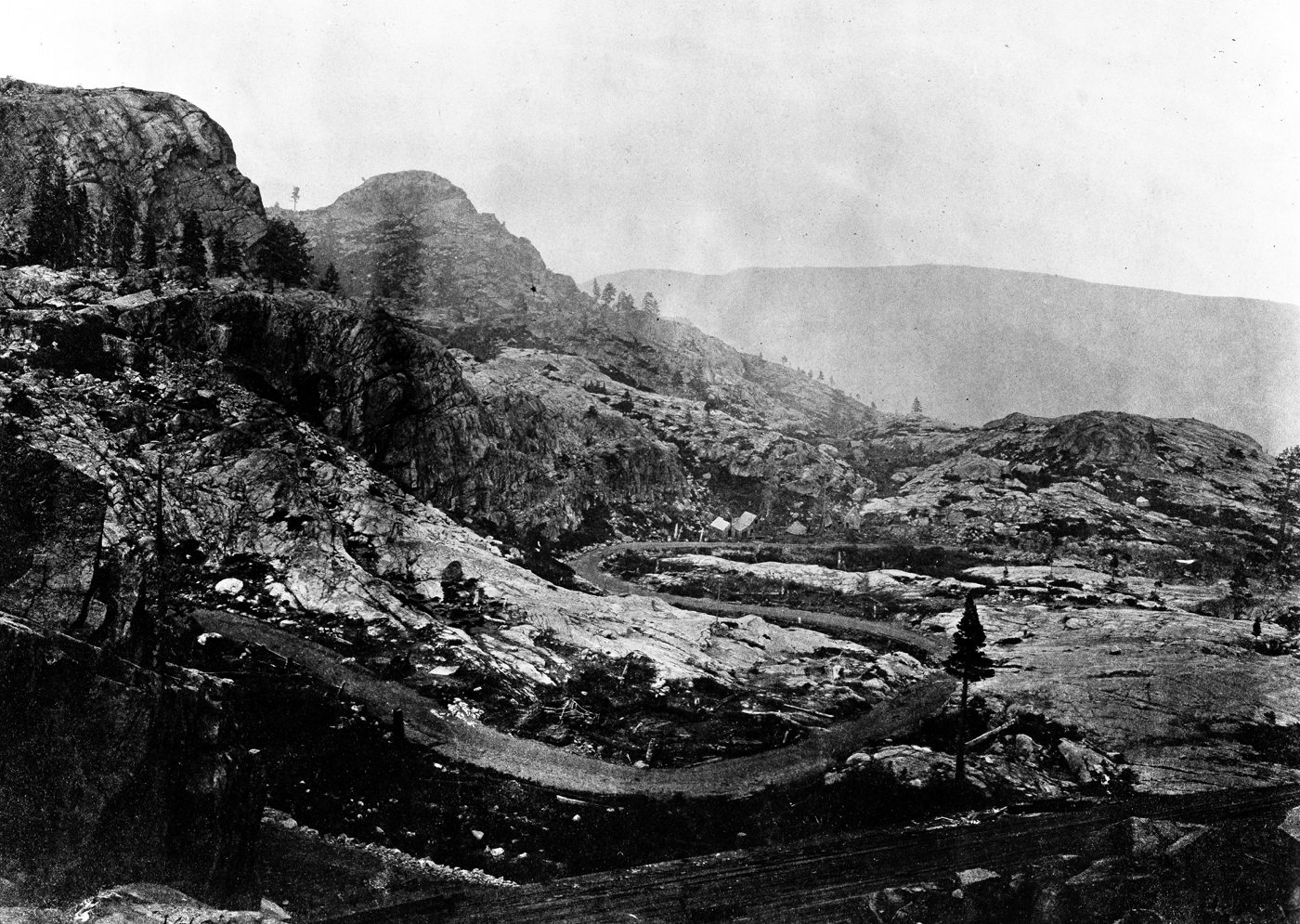
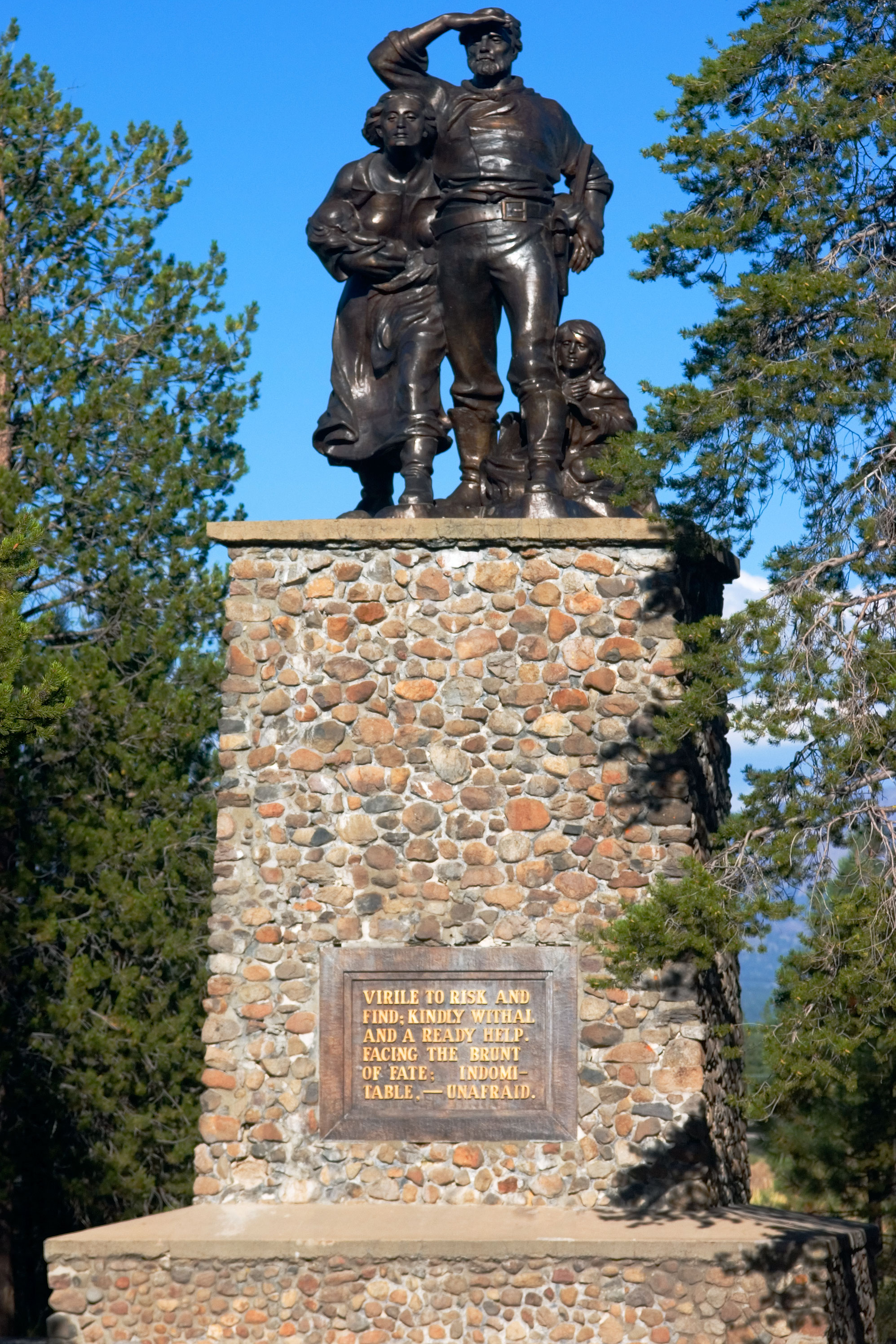